# 하가 유리아
하가 유리아(일본어: 芳賀優里亜 , 1987년 11월 27일~)는 일본의 여자 배우다. 키는 165 cm 몸무게는 40 kg에다가 혈액형은 A형이다. 쓰리 사이즈는 B85 - W60 - H88이다. 처음 영화에서는 1999년 어디까지라도 가자 라는 등장을 한다. 2003년 가면라이더 555 소노다 마리(일본어: 園田真理)역을 맡은적도 있었으며 2008년 가면라이더 키바 스즈키 미오(일본어: 鈴木深央)를 맡은적 있다. 또한 가면라이더 디케이드에서 퀸 유우키를 맡았었다.